# Pusté Pole (stacja kolejowa)
Pusté Pole – stacja kolejowa w miejscowości Pusté Pole, w powiecie Lubowla w kraju preszowskim, na Słowacji.
Na przystanku znajduje się budynek stacyjny (obecnie zamknięty, w dobrym stanie) oraz czynna lokomotywownia. Brak wiat przystankowych.